# Zdihovo, Kočevje
Zdihovo este o localitate din comuna Kočevje, Slovenia.